# My Mother, the Mermaid
Pour plus de détails, voir Fiche technique et Distribution.
My Mother, the Mermaid (인어공주, Ineo gongju) est un film sud-coréen réalisé par Park Heung-sik, sorti en 2004.

## Synopsis
Na-young se retrouve projetée dans le passé et retrouve sa mère, jeune, qui est Haenyo, pêcheuse traditionnelle sur l'île Jeju.

## Fiche technique
- Titre : My Mother, the Mermaid
- Titre original : 인어공주 (Ineo gongju)
- Réalisation : Park Heung-sik
- Scénario : Gwon Hye-won, Jang Myeong-sook, Kang Byung-hwa, Park Heung-sik et Song Hye-jin
- Musique : Jo Sung-woo
- Photographie : Choi Yeong-taek
- Montage : Kim Yang-il
- Production : Lee Joon-dong
- Société de production : Now Films
- Pays de production :  Corée du Sud
- Genre : Drame et fantastique
- Durée : 110 minutes
- Dates de sortie : 
  - Corée du Sud : 30 juin 2004

## Distribution
- Jeon Do-yeon : Na-young
- Park Hae-il : Jin-kook
- Ko Du-shim : Yeon-sun
- Kim Bu-seon : la sœur de Jin-kook
- Kim Bong Geun : Kim Jin-kook
- Lee Han-wi : Jo Young-ho
- Lee Sun-kyun : Do-hyeon

## Distinctions
Le film a été nommé au Blue Dragon Film Award du meilleur film.